# Agylla rubrofasciata
Agylla rubrofasciata är en fjärilsart som beskrevs av Rothschild 1912. Agylla rubrofasciata ingår i släktet Agylla och familjen björnspinnare. Inga underarter finns listade i Catalogue of Life.